# Бугарска на Песми Евровизије 2022.
Бугарска ће учествовати на Песми Евровизије 2022 у Торину, у Италији. Бугарска је у 2022. години бирала свог представника кроз интерни избор. 25. новембра је објављено да ће Бугарску представљати група Intelligent Music Project са песмом „Intention”.

## Одабир
Средином сепрембра 2021, оснивач бенда Intelligent Music Project Милен Врабески је открио за Радио Пловдив да је група изабрана да представља Вугарску на Песми Евровизије 2022. Званична потврда није стигла до 25. новембра кад је бугарски емитер БНТ потврдио да ће Intelligent Music Project представљати Бугарску са песмом „Intention”
 Један од чланова групе је Стојан Јанкулов који је наступио на Песми Евровизије 2007. и Песми Евровизије 2013. са Јелицом. Још један од чланова је и чилеански рок музичар Рони Ромеро, који је био главни вокал више америчких бендова.